# キームガウアー
キームガウアー（Chiemgauer）とは、ドイツ・バイエルン州のプリーン・アム・キームゼーを中心とした一帯で流通している地域通貨で、ドイツでREGIO（地方通貨）と呼ばれるものの一つ。地元のシュタイナー学校で高校の社会科の教師をしていたクリスティアン・ゲレーリが生徒とともに2003年に立ち上げた。ゲレーリは ルドルフ・シュタイナーとシルビオ・ゲゼルに影響を受けて着想した。
このシステムでは、地産地消の推進と地元NPO（ドイツ語ではVerein）の活動支援が組み合わされている。具体的には以下の仕組みでキームガウアー紙幣は流通している。
- キームガウアーに参加しているNPOが、事務局から100キームガウアーを97ユーロで購入
- NPOは会員などに対し、100キームガウアーを100ユーロで販売。差額の3ユーロを活動資金に充てる。
- 一般市民はキームガウアーで地元商店で買い物を行う。自分の懐を痛めずにNPOに活動資金を提供したり地産地消を進めることができる。
- 地元商店は他の事業者からの仕入れにキームガウアーを利用するか、キームガウアー事務局で100キームガウアー＝95ユーロのレートで再両替する。5％の手数料は取られるが、これは会計上広告費に計上可能である。
- キームガウアーは一定割合で減価（「減価する貨幣」を参照）し、流通を刺激することで、領域内でユーロよりも強い購買力を保持し、地元の小規模ビジネスを促進している。

2008年末現在、2000名近くの個人会員と500件
以上の企業会員が参加し、30万キームガウアーが流通している。キームガウアーでの売上は年間400万キームガウアー近く達し、2008年には3万5000ユーロ以上がNPOに寄付されている。また、現在ではキャッシュカードと提携した電子マネーとしてのキームガウアー・カードも使用されている（実際にはクレジットカードと同じようなものと考えてかまわない）。
キームガウアー紙幣の有効性を維持するためには、3ヶ月毎に額面の2%相当のスタンプを購入する必要がある。このシステムが「減価」であり、シルビオ・ゲゼルにより考案された、一種の通貨流通税である。減価により、利用者はこれを貯蓄せず消費するよう動機付けられる。ゲゼルは、貨幣の流通速度が上がるとデフレーションへの対抗に役立つと主張した。